# Ратгаузер, Яков Абрамович
Яков Абрамович Ратгаузер (1880—1938) — советский историк, профессор, в 1931—1937 годах заведующий кафедрой истории народов СССР факультета истории Воронежского государственного педагогического института.

## Биография
Родился в 1880 году в городе Тарноград Люблинской губернии Царства Польского Российской империи (ныне город Тарногруд Люблинского воеводства Польской Республики) в еврейской семье. Получил высшее образование в Бернском университете на философском факультете. В 1904—1914 годах Ратгаузер — член умеренного крыла Российской социал-демократической рабочей партии (меньшевик), позже сочувствовал сионизму.
В 1918 году вступил в ВКП(б). Жил в Воронеже на улице Студенческой в доме № 6.
.
С 1931 года работал заведующим кафедрой истории народов СССР факультета истории ВГПИ.

## Арест и смерть
15 февраля 1937 года Яков Абрамович был арестован Управлением НКВД по Воронежской области. Он был обвинён в активном участии с 1931 года в «антисоветской право-троцкистской террористически-диверсионной вредительской организации».
10 января 1938 года выездная сессия Военной коллегии Верховного суда СССР в Воронеже приговорила его к высшей мере наказания, обвинив по статьям 58-7, 58-8, 58-11.
10 января 1938 года Яков Ратгаузер был расстрелян. Реабилитирован 25 августа 1956 года ВКВС СССР.